# Ruprechtia triflora
Ruprechtia triflora là một loài thực vật có hoa trong họ Rau răm. Loài này được Griseb. miêu tả khoa học đầu tiên năm 1879.